# Stazione di Shinanomachi
La Stazione di Shinanomachi (信濃町駅?, Shinanomachi-eki) è una stazione ferroviaria di Tokyo, si trova a Shibuya, è raggiunta dalla linea Chūō-Sōbu della JR East.

## Linee

### Treni
- East Japan Railway Company: 
  - Linea Chūō-Sōbu